# Haute Couture (film, 2021)
 (novembre 2021).
Pour les articles homonymes, voir Haute Couture.
Pour plus de détails, voir Fiche technique et Distribution.
Haute Couture est un film français écrit et réalisé par Sylvie Ohayon, sorti en 2021.

## Synopsis
Esther (Nathalie Baye), première d'atelier chez Dior, est dépouillée de son sac à main dans le métro par Jade (Lyna Khoudri), mais prise de remords, celle-ci lui rapporte le sac. Esther voit tout de suite que Jade a des mains de fée faites pour coudre et broder et la prend comme stagiaire. Aucune des deux n'a un caractère ni une vie faciles, les heurts et incompréhensions sont fréquents, le travail de haute couture est exigeant, l'atelier fourmille de rivalités et jalousies mais Jade va peu à peu s'y plaire, apprendre à créer de la beauté et Esther s'adoucira.

## Fiche technique
Sauf indication contraire, les informations mentionnées dans cette section peuvent être confirmées par la base de données cinématographiques Unifrance,  présente dans la section « Liens externes ».
- Titre original : Haute Couture
- Réalisation et scénario : Sylvie Ohayon
- Musique : Pascal Lengagne
- Décors : Marie Cheminal
- Costumes : Charlotte Betaillole
- Photographie : Georges Lechaptois
- Son : Pierre Excoffier
- Montage : Mike Fromentin
- Production : Olivier P. Kahn
- Sociétés de production : Les Films du 24 ; Les Productions du Renard, Jouror Productions[1]
- SOFICA : Cofimage 31, Sofitvciné 7
- Société de distribution : UGC Distribution (France)
- Budget :
- Pays de production :  France
- Langue originale : français
- Format : couleur
- Genre : comédie dramatique
- Durée : 101 minutes
- Dates de sortie :
  - France : 10 novembre 2021
  - Belgique, Suisse romande : 17 novembre 2021
  - Québec : 18 février 2022

## Distribution
Sauf indication contraire ou complémentaire, les informations mentionnées dans cette section proviennent du générique de fin de l'œuvre audiovisuelle présentée ici.
- Nathalie Baye : Esther
- Lyna Khoudri : Jade
- Pascale Arbillot : Catherine
- Claude Perron : Andrée
- Soumaye Bocoum : Souad
- Adam Bessa : Abdel
- Clotilde Courau : Mumu
- Alexandrina Turcan : Gloria
- Romain Brau : Sephora
- Claudine Vincent : Mme Crémieux
- Farida Ouchani : Manoubia
- Virgile Bramly : Hammidouche

## Musique
Sauf indication contraire ou complémentaire, les informations mentionnées dans cette section proviennent du générique de fin de l'œuvre audiovisuelle présentée ici.
- La Vie par procuration par Jean-Jacques Goldman (générique de début ; chanté dans le couloir de métro par Jade s'accompagnant avec la guitare qu'elle vient de voler).
- Is It Okay If I Call You Mine? par Paul McCrane.
- What a Wonderful World par Katie Melua et Eva Cassidy ; par Joey Ramone.
- La Marseillaise de Claude Joseph Rouget de Lisle.
- Strong and the Weak de Robert William Burn.
- Ave Maria de Georges Garvarentz de 1978.
- Une Femme avec toi de Fred Ferrari.
- Elle était si jolie par Alain Barrière.
- Destiny Star de Kenny Ray Moron et Marc Ferrari.